# Euhybus spiniger
Euhybus spiniger är en tvåvingeart som beskrevs av Axel Leonard Melander 1927. Euhybus spiniger ingår i släktet Euhybus och familjen puckeldansflugor. Inga underarter finns listade i Catalogue of Life.